# Miguel Ángel Alba Díaz

Miguel Ángel Alba Díaz (n.Monterrey, Nuevo León, 23 de enero de 1951) es un obispo mexicano de la iglesia católica.
Fue nombrado por el Papa San Juan Pablo II y es el tercer obispo de la diócesis de La Paz en Baja California Sur desde el 28 de agosto de 2001.

## Biografía

### Formación
Cursó los estudios en el Seminario Arquidiocesano de Monterrey: "Ciencias y Humanidades" (1962-1967); Filosofía (1967-1970); Teología (1970-1974), Además cursó un año de Teología Pastoral. 
Fue ordenado Sacerdote en Monterrey el 31 de mayo de 1975.

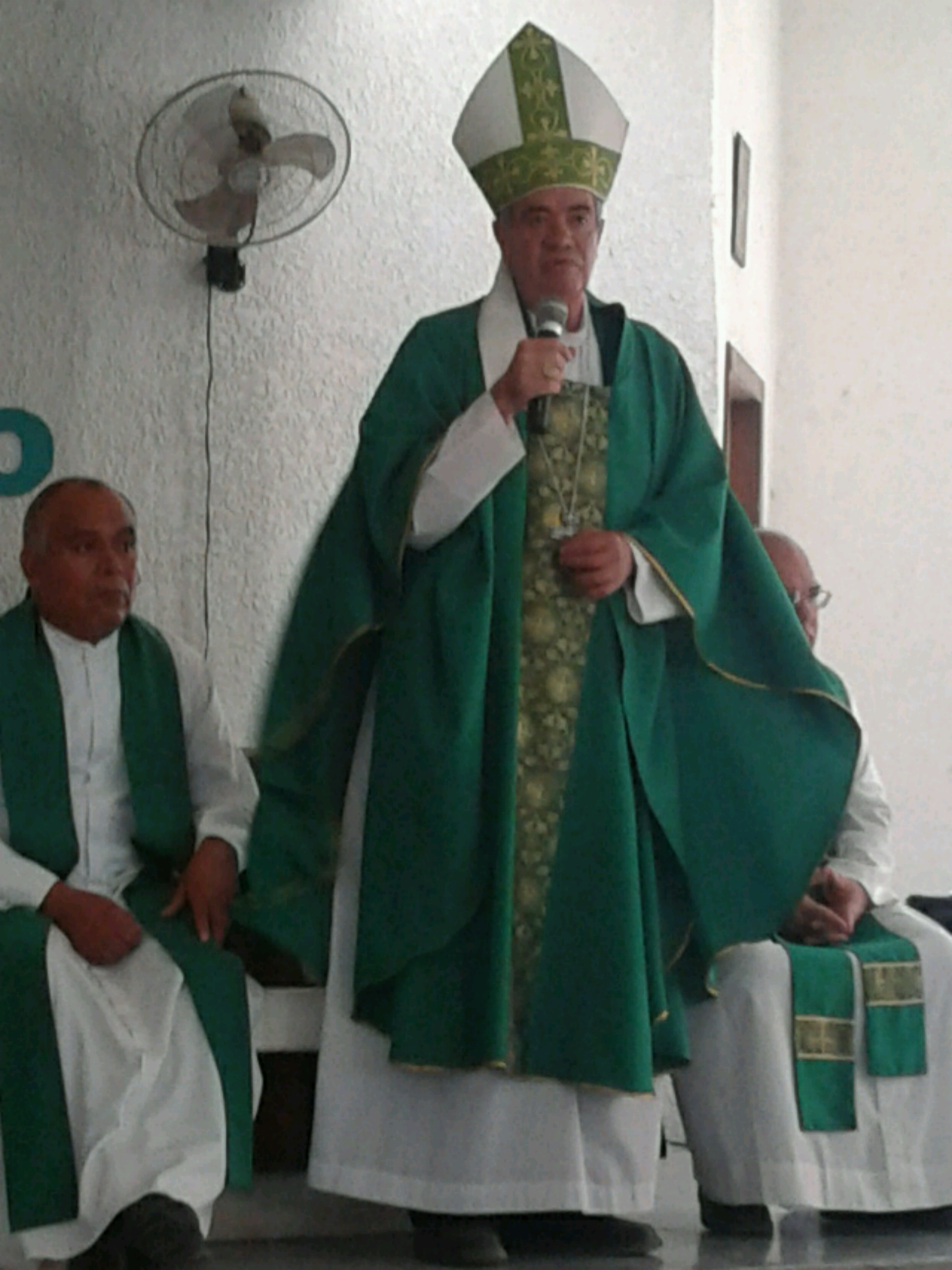
El obispo Miguel Ángel Alba Díaz durante la celebración de la misa de clausura del Preseminario Diocesano de la Diócesis de La Paz 2013

### Cargos
Vicario parroquial de María Reina (1975-1977).
Profesor en el Seminario Menor (1977-1979).
Ecónomo del Seminario y coordinador del Instituto de Filosofía (1979-1982).
Rector del Seminario Arquidiocesano de Monterrey (1982-1995).
Miembro del Colegio de Consultores y del Consejo Presbiteral.

### Como Obispo
Nombrado Obispo titular de Fessei y Auxiliar de la Arquidiócesis de Oaxaca el 10 de junio de 1995 y tomando posesión el día 25 de julio del mismo año.
Elegido por la CEM como Miembro del Sínodo de Obispo para América, realizado en Roma del 16 de noviembre al 12 de diciembre de 1997.
El 16 de julio de 2001 Su Santidad San Juan Pablo II lo designa para la Diócesis de La Paz.
Durante el Trienio 2004 - 2006 formó parte del Consejo Superior de la Universidad Pontificia de México.
Fue nombrado Responsable de la Dimensión Justicia, Paz y Reconciliación de la C.E. Para la Pastoral Social y representante de la Provincia Eclesiástica de Baja California para el trienio 2007-2009.